# Skate Canada 2024
Navigation
Édition précédente Édition suivante
Le Skate Canada (ou Internationaux Patinage Canada) est une compétition internationale de patinage artistique qui se déroule au Canada au cours de l'automne. Il accueille des patineurs amateurs de niveau senior dans quatre catégories: simple messieurs, simple dames, couple artistique et danse sur glace.
Le cinquantième Skate Canada est organisé du 25 au 27 octobre 2024 au Scotiabank Centre à Halifax dans la province de la Nouvelle-Écosse. Il est la deuxième compétition du Grand Prix ISU senior de la saison 2024/2025.
Depuis le 1er mars 2022, l'Union internationale de patinage interdit aux patineurs artistiques et aux officiels de la fédération de Russie et de la Biélorussie de participer et d'assister à toutes les compétitions internationales en raison de l'invasion russe de l'Ukraine le 24 février 2022. Les athlètes russes et biélorusses ne peuvent donc participer à aucune épreuve du Grand Prix ISU 2024-2025, pour la troisième année consécutive.

## Résultats

### Messieurs
| Rang    | Nom                 | Pays         | Points | Programme court | Programme court | Programme libre | Programme libre |
| ------- | ------------------- | ------------ | ------ | --------------- | --------------- | --------------- | --------------- |
| 1       | Ilia Malinin        | États-Unis   | 301.82 | 1               | 106.22          | 1               | 195.60          |
| 2       | Shun Sato           | Japon        | 261.16 | 2               | 96.52           | 4               | 164.64          |
| 3       | Junhwan Cha         | Corée du Sud | 260.31 | 4               | 88.38           | 2               | 171.93          |
| 4       | Sota Yamamoto       | Japon        | 257.00 | 3               | 92.16           | 3               | 164.84          |
| 5       | Vladimir Litvintsev | Azerbaïdjan  | 222.90 | 6               | 79.11           | 7               | 143.79          |
| 6       | Gabriele Frangipani | Italie       | 222.57 | 10              | 76.18           | 5               | 146.39          |
| 7       | Aleksa Rakic        | Canada       | 222.49 | 9               | 76.74           | 6               | 145.75          |
| 8       | Jason Brown         | États-Unis   | 218.75 | 7               | 79.03           | 9               | 139.72          |
| 9       | Stephen Gogolev     | Canada       | 216.84 | 5               | 82.70           | 10              | 134.14          |
| 10      | Mark Gorodnitsky    | Israël       | 213.41 | 11              | 71.79           | 8               | 141.62          |
| 11      | Luc Economides      | France       | 211.88 | 8               | 77.87           | 11              | 134.01          |
| Abandon | Roman Sadovsky      | Canada       |        | 12              | 63.37           |                 |                 |

### Dames
| Rang | Nom                | Pays         | Points | Programme court | Programme court | Programme libre | Programme libre |
| ---- | ------------------ | ------------ | ------ | --------------- | --------------- | --------------- | --------------- |
| 1    | Kaori Sakamoto     | Japon        | 201.21 | 1               | 74.97           | 2               | 126.24          |
| 2    | Rino Matsuike      | Japon        | 192.16 | 10              | 52.31           | 1               | 139.85          |
| 3    | Hana Yoshida       | Japon        | 191.37 | 4               | 65.32           | 3               | 126.05          |
| 4    | Kimmy Repond       | Suisse       | 191.07 | 3               | 66.94           | 5               | 124.13          |
| 5    | Madeline Schizas   | Canada       | 190.04 | 5               | 65.28           | 4               | 124.76          |
| 6    | Alysa Liu          | États-Unis   | 187.69 | 2               | 67.68           | 7               | 120.01          |
| 7    | Elyce Lin-Gracey   | États-Unis   | 182.37 | 6               | 58.64           | 6               | 123.73          |
| 8    | Kaiya Ruiter       | Canada       | 162.32 | 7               | 57.66           | 10              | 104.66          |
| 9    | Ekaterina Kurakova | Pologne      | 162.07 | 12              | 47.31           | 8               | 114.76          |
| 10   | Sara-Maude Dupuis  | Canada       | 160.46 | 9               | 54.15           | 9               | 106.31          |
| 11   | Seoyeong Wi        | Corée du Sud | 140.85 | 11              | 47.86           | 11              | 92.99           |
| 12   | Yelim Kim          | Corée du Sud | 136.14 | 8               | 56.12           | 12              | 80.02           |

### Couples
| Rang | Nom                                           | Pays        | Points | Programme court | Programme court | Programme libre | Programme libre |
| ---- | --------------------------------------------- | ----------- | ------ | --------------- | --------------- | --------------- | --------------- |
| 1    | Deanna Stellato-Dudek / Maxime Deschamps      | Canada      | 197.33 | 1               | 73.23           | 2               | 124.10          |
| 2    | Ekaterina Geynish / Dmitrii Chigirev          | Ouzbékistan | 189.65 | 4               | 63.53           | 1               | 126.12          |
| 3    | Anastasia Golubeva / Hektor Giotopoulos Moore | Australie   | 186.14 | 3               | 64.81           | 3               | 121.33          |
| 4    | Annika Hocke / Robert Kunkel                  | Allemagne   | 184.30 | 2               | 64.82           | 4               | 119.48          |
| 5    | Emily Chan / Spencer Akira Howe               | États-Unis  | 178.31 | 5               | 61.04           | 5               | 117.27          |
| 6    | Ioulia Chtchetinina / Michal Wozniak          | Pologne     | 173.84 | 6               | 60.87           | 6               | 112.97          |
| 7    | Daria Danilova / Michel Tsiba                 | Pays-Bas    | 171.02 | 7               | 58.78           | 7               | 112.24          |
| 8    | Kelly Ann Laurin/ Loucas Ethier               | Canada      | 163.60 | 8               | 52.16           | 8               | 111.44          |

### Danse sur glace
| Rang | Nom                                   | Pays         | Points | Danse rythmique | Danse rythmique | Danse libre | Danse libre |
| ---- | ------------------------------------- | ------------ | ------ | --------------- | --------------- | ----------- | ----------- |
| 1    | Piper Gilles / Paul Poirier           | Canada       | 214.84 | 1               | 86.44           | 1           | 128.40      |
| 2    | Marjorie Lajoie / Zachary Lagha       | Canada       | 199.90 | 2               | 77.34           | 2           | 122.56      |
| 3    | Evgeniia Lopareva / Geoffrey Brissaud | France       | 194.25 | 3               | 76.76           | 3           | 117.49      |
| 4    | Natalie Taschlerova / Filip Taschler  | Tchéquie     | 189.60 | 5               | 74.97           | 4           | 114.63      |
| 5    | Emilea Zingas / Vadym Kolesnik        | États-Unis   | 189.41 | 4               | 75.63           | 5           | 113.78      |
| 6    | Oona Brown / Gage Brown               | États-Unis   | 179.14 | 6               | 72.18           | 6           | 106.96      |
| 7    | Hannah Lim / Ye Quan                  | Corée du Sud | 177.09 | 8               | 70.64           | 7           | 106.45      |
| 8    | Alicia Fabbri / Paul Ayer             | Canada       | 174.45 | 9               | 70.10           | 8           | 104.35      |
| 9    | Emily Bratti / Ian Somerville         | États-Unis   | 173.08 | 7               | 71.48           | 9           | 101.60      |
| 10   | Holly Harris / Jason Chan             | Australie    | 163.51 | 10              | 64.11           | 10          | 99.40       |

## Source
- Résultats du Skate Canada 2024